# Kościół św. Zofii w Tarnogórze
Kościół świętej Zofii – rzymskokatolicki kościół parafialny należący do dekanatu Krasnystaw – Wschód archidiecezji lubelskiej.
Świątynia została wybudowana w 1544 roku i ufundowana przez hetmana wielkiego koronnego Jana Amora Tarnowskiego, przy istniejącej od początku XVI wieku wieży obronnej. W 1765 roku kościół został wyremontowany natomiast w latach 1871–1872 przeprowadzono jego rozbudowę – zostało wtedy przedłużone prezbiterium oraz została do niego włączona stara wieża, natomiast z lewej i prawej strony zostały zbudowane 2 piętrowe zakrystie oraz kruchta od strony zachodniej. W 1872 roku świątynia została konsekrowana przez biskupa lubelskiego Walentego Baranowskiego. W 1908 roku została dobudowana kruchta oraz przedsionek od strony południowej.
Jest to budowla orientowana, położona na wzniesieniu, murowana wzniesiona z cegły i kamienia, otynkowana i podpiwniczona. Składa się z jednej nawy. Nakryta jest nowszymi dachami, dwuspadowymi, pokrytymi blachą i zwieńczonymi sygnaturką. Wieża kościelna została wzniesiona na planie prostokąta. Posiada trzy kondygnacje i jest pokryta dachem o sześciu połaciach, wykonanym z blachy.

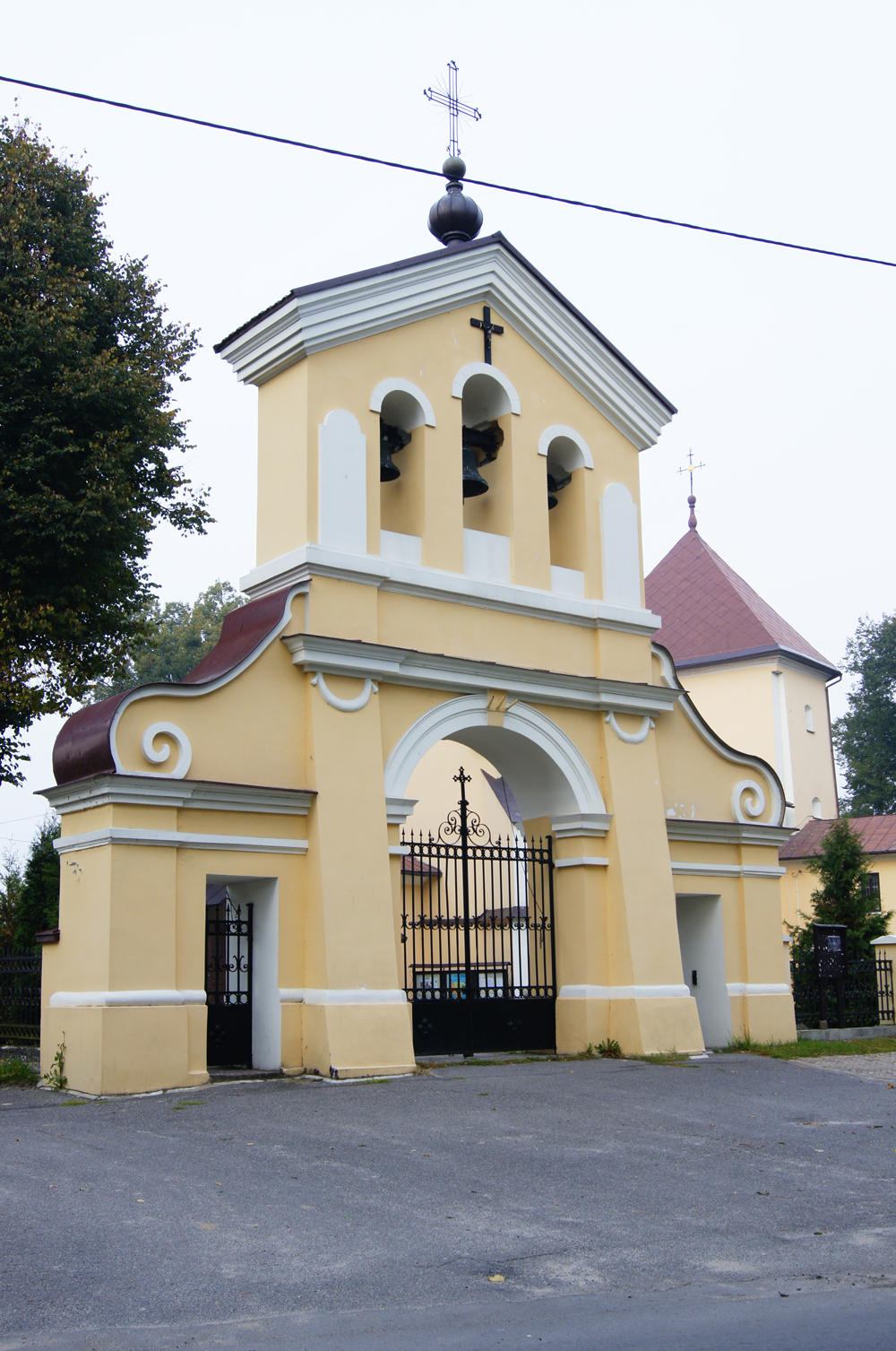
Dzwonnica

Do wyposażenia świątyni należą: ołtarz główny wykonany w 1937 roku, ozdobiony rzeźbami dwóch niezidentyfikowanych świętych królowych i aniołków z około połowy XVIII wieku, w stylu rokokowym, oraz obrazem Matki Bożej z Dzieciątkiem zapewne z XVII wieku, umieszczonym w nowej sukience; dwa ołtarze boczne, w stylu rokokowym z 2. połowy XVIII wieku, które zostały przeniesione w końcu XIX wieku z kościoła bernardyńskiego w Radecznicy, lewy jest ozdobiony rzeźbami dwóch aniołów oraz obrazami Zwiastowania namalowanymi przez Feliksa Pęczarskiego w 1839 roku; jest to kopia obrazu z katedry w Zamościu; i obrazem Matki Bożej z Dzieciątkiem z 2. połowy XVI wieku, prawy jest ozdobiony rzeźbami św. Jana Ewangelisty i niezidentyfikowanego świętego, oraz obrazem niezidentyfikowanej św. męczennicy z XVIII wieku; barokowe tabernakulum pochodzi z XVIII wieku i jest umieszczone zakrystii; barokowa ambona pochodzi z 1. połowy XVII wieku, ale została gruntownie przekształcona, jest ozdobiona płaskorzeźbami czterech ojców kościoła; organy wykonane w XIX wieku posiadają elementy wczesnobarokowe z XVII wieku; rokokowa chrzcielnica pochodzi z 2. poł. XVIII wieku; kropielnica wykona z czarnego marmuru jest ozdobiona herbem Śreniawa z 2. poł. XVIII wieku, druga analogiczna jest podrobiona, ceglana i otynkowana; krzyż procesyjny został wykonany w stylu ludowym; rzeźba św. Katarzyny Sieneńskej pochodzi z XVIII wieku; rzeźby aniołków w stylu rokokowym, pochodzące z dawnego ołtarza głównego z połowy XVIII wieku; na chórze są umieszczone późnobarokowe rzeźby św. Joachima i Anny z 2. połowy XVIII wieku; krucyfiks reprezentuje styl rokokowy; ławki i konfesjonały pochodzą z okresu międzywojennego; epitafium Feliksa Piaseckiego z różowego marmuru zostało wykonane w 1814 roku; klasycystyczne, kamienne epitafium Ludmiły z Wydżgów Świeżawskiej ze Stryjowa zostało wykonane w 1829 roku; epitafium Józefy Koźmianowskiej z czarnego marmuru zostało wykonane w 1847 roku; epitafium braci Czyżewskich z czarnego marmuru w formie otwartej księgi zostało wykonane w latach 1846–1847 roku oraz dwa podobne epitafia z czarnego marmuru Józefa Czyżewskiego, generała Wojska Polskiego i jego żony Marii z Kicińskich Czyżewskiej wykonane w latach 1849–1855.